# Johann Gottfried Schwanenberger
Johann Gottfried Schwanenberger, també conegut com a Schwanberger o Schwanberg (Wolfenbüttel, 1737 - Braunschweig, 29 de març de 1804) fou un compositor alemany. Va estudiar música per primera vegada a Wolfenbüttel amb Georg Caspar Schürmann i Ignazio Florillo i posteriorment, a partir de 1756 i fins a 1761, a Venècia sota el mestratge de Johann Adolf Hasse, Gaetano Latilla i Giuseppe Saratelli. De 1762 a 1802 va exercir com a mestre de capella a la cort del duc de Brunswick. Durant aquest període va compondre principalment d'òperes italianes per la cort, ensems que donava classes de cant tenint entre les seves alumnes a Julianna Brown.
Schwanberg estrenà a Brunswick les òperes: Adriano in Siria, Solimano, Ezio, Talestri, Didone abbandonata, Issifile, Zenobia, Il Parnaso accusato, Antigono, Romeo e Giulia, L'Olimpiade i Il trionfo della costanza. A més deixà obres vocals amb música: Il Parnaso accusato e difeso (cantata, text de Pietro Metastasio, 1768), La Sentanza d'Apollo (prolog dramàtic), dues cantates sagrades, quatre duets, dos soli i diversos motets i psalms. Pel que fa a la música instrumental compongué 23 simfonies, 4 concerts per a clavicèmbal, 25 sonates per a clavicèmbal, una sonatina per clavicèmbal, i una sonate a 3.